# Formula Renault

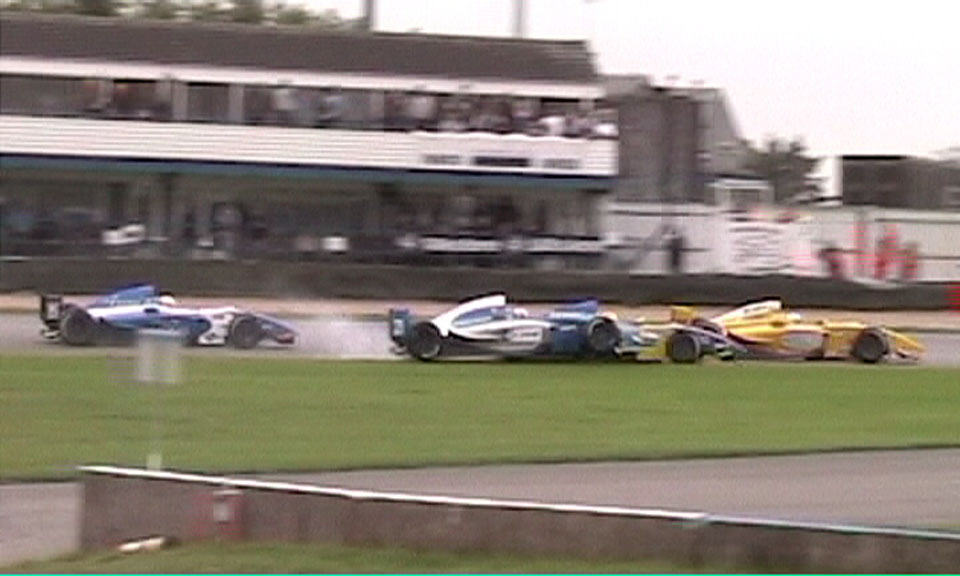
Forma Renault autók Donington Parkban (2005)

A Formula Renault az együléses autóversenyzés egyik legfontosabb osztálya. A Renault sportrészlege, a Renault Sport alapította Franciaországban, 1971-ben. A sok tehetséges, fiatal versenyző, az izgalmas versenyek, a sorozatgyártású autókhoz közeli technika miatt a sorozat hamar közkedveltté vált Európa-szerte. A Formula Renault-t az autóversenyzés egyik előszobájának is nevezik, főként a versenyzés megfizethető költségei, illetve az egyforma technikai feltételek miatt.
A sorozat eredeti koncepciója szerint csak Franciaországban létezett Formula Renault bajnokság, ám miután a külföldi jelentkezők (versenyzők) száma ugrásszerűen megnőtt, az 1980-as évek végétől külön bajnokságokat írtak ki Nagy-Britanniában, Olaszországban, Svájcban, Hollandiában és Svédországban is. A svájci és olasz sorozatok egyesüléséből alakult ki a Formula Renault Alps, a svéd bajnokságból pedig a Formula Renault Scandinavia bajnokság.
A Formula Renault legfejlettebb bajnoksága napjainkban a Formula Renault 2.0 EuroCup, amely 2005 óta a Renault-világsorozat egyik kiemelt versenyága. 

## Versenysorozatok

### Formula Renault UK sorozat (Anglia)
A Brit Formula Renault bajnokság éveken át két sorozatot foglalt magába az Egyesült Királyságban. A fő sorozatot, a Formula Renault 2.0 UK bajnokságot 1989-ben írták ki először, és 2011-ig működött. Soraiból olyan, később is sikeres autóversenyzők kerültek ki, mint a Formula–1-es világbajnoki címig menetelő finn Kimi Räikkönen és a brit Lewis Hamilton; az F1-es pilótaként ismert, brazil Felipe Massa, a spanyol Pedro de la Rosa, a brazil Antonio Pizzonia, a finn Heikki Kovalainen, valamint a skót Paul di Resta. Továbbá későbbi túraautó- és sportautó-versenyzők, mint Thomas Erdos, Danny Watts vagy Oliver Jarvis. 
A Brit Formula Renault sorozatot szervező Renault Sport 2012 márciusában bejelentette, hogy a Formula Renault UK sorozatot abban az évben nem írják ki, majd az év szeptemberében végleg megszűnt.

#### BARC Formula Renault sorozat
A British Automobile Racing Club (BARC) által életre hívott, rivális Protyre Formula Renault Bajnokságot 1995-ben írták ki először, azóta is folyamatosan megrendezik. A bajnokság 2011-ig Formula Renault BARC név alatt működött. Napjainkban ez az egyetlen Formula Renault-bajnokság, amely az Egyesült Királyság területén működik.

### Formule Renault France (Franciaország)
A Formula Renault franciaországi ágát 1971-ben alapította a Renault Sport. A sorozat tobzódott a tehetségekben, az 1970-es években sikeres francia autóversenyzők egész sorát termelte ki. Itt kezdte pályafutását mások mellett Jacques Laffite, Patrick Depailler, Alain Prost, Didier Pironi és René Arnoux is.

### Formula Renault 2.0 Alps (Svájc, Olaszország, Ausztria)
A Formula Renault 2.0 Switzerland és a Formula Renault 2.0 Italia, vagyis a svájci és az olasz bajnokságok egybeolvadásával 2002-ben létrejött versenysorozat.

### Formula Renault 2.0 Sweden (Skandinávia)
A Formula Renault skandináv ága eredetileg a dán és a svéd túraautó-bajnokság betétsorozataként jött létre 2002-ben. A sorozat futamait Dániában, Finnországban és Svédországban rendezik meg. Ebben a sorozatban szerzett bajnoki címet 2009-ben a svéd Felix Rosenqvist, aki második helyet szerzett a Forma-3-as Makaói Nagydíjon, 2012-ben 